# Niebüll
Niebüll (północnofryz. Naibel, duń. Nibøl) − miasto w Niemczech, w kraju związkowym Szlezwik-Holsztyn, w powiecie Nordfriesland, siedziba Związku Gmin Südtondern. W 2008 r. miasto liczyło 9 257 mieszkańców.
W mieście znajduje się stacja kolejowa.

## Współpraca
- Malmesbury, Wielka Brytania
- Płoty, Polska[1]